# Lisa Jane Weightman

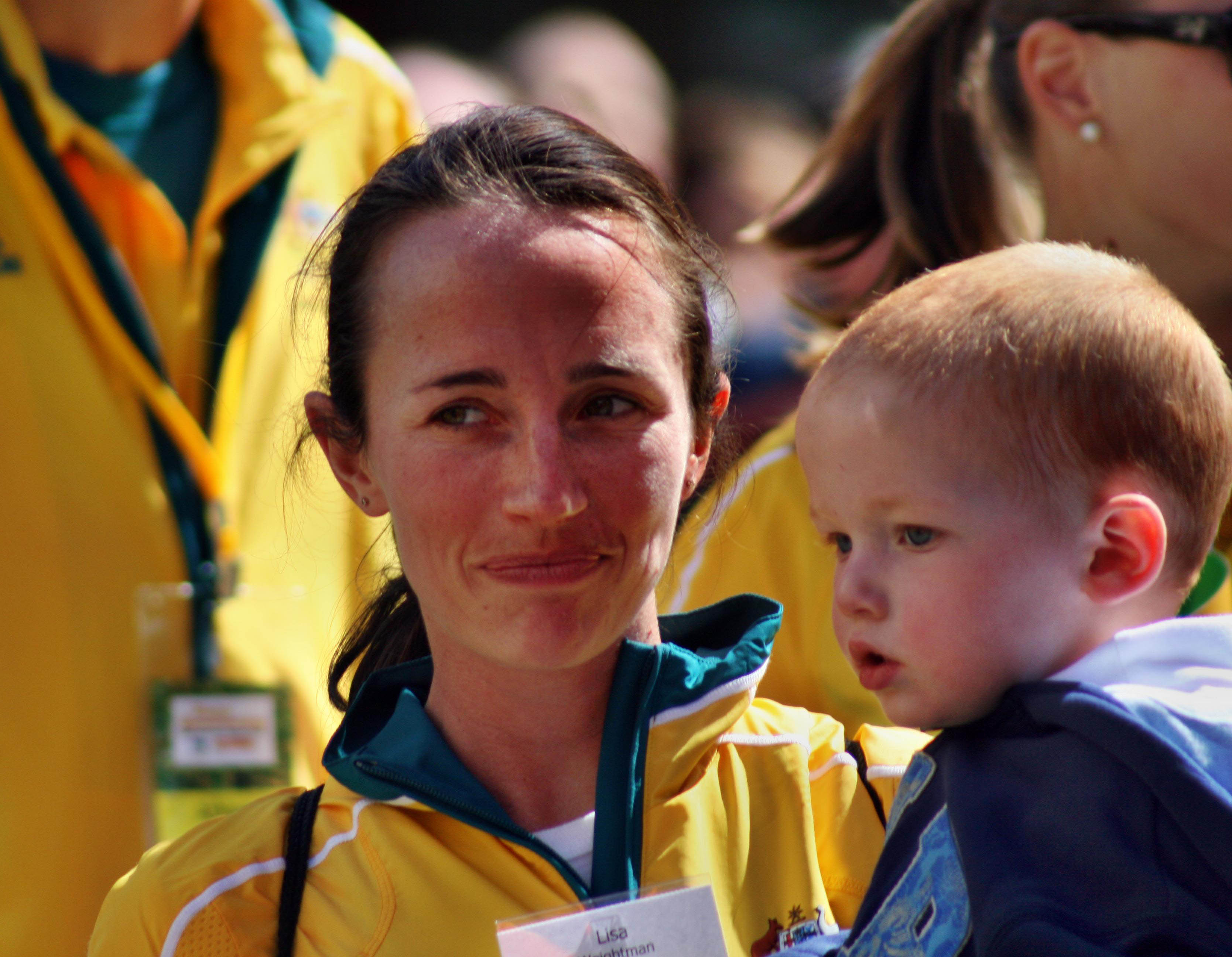
Lisa Jane Weightman mit ihrem Neffen bei der Homecoming-Parade nach den Olympischen Spielen 2008

Lisa Jane Weightman (* 16. Januar 1979 in Melbourne) ist eine australische Langstreckenläuferin.

## Leben
2006 wurde sie nationale Meisterin über 10.000 m und Zweite beim Halbmarathon-Bewerb des Gold-Coast-Marathons, den sie im darauffolgenden Jahr gewann. Bei den Straßenlauf-Weltmeisterschaften kam sie 2006 in Debrecen auf Platz 37 und 2007 in Udine auf Platz 33.
2008 belegte sie bei den Crosslauf-Weltmeisterschaften in Edinburgh den 20. Platz und gewann mit dem australischen Team Bronze. Danach wurde sie Fünfte beim Great Ireland Run und belegte bei ihrem Debüt auf der 42,195-km-Distanz den 13. Platz beim London-Marathon. Mit ihrer Zeit von 2:32:32 h qualifizierte sie sich für den Marathon der Olympischen Spiele in Peking, bei dem sie in 2:34:16 h auf Rang 33 einlief.
Im Jahr darauf kam sie bei den Crosslauf-Weltmeisterschaften in Amman auf den 17. Platz und gewann erneut beim Gold-Coast-Marathon auf der Halbmarathondistanz. Beim Marathon der Leichtathletik-Weltmeisterschaften in Berlin teilte sie das Rennen klug ein und schob sich, nach der Hälfte der Strecke auf Platz 34 liegend, bis ins Ziel auf Platz 18 vor und erzielte eine Zeit von 2:30:42 h.	
2010 gewann sie den Nagano-Marathon mit über drei Minuten Vorsprung und brach mit einer Zeit von 2:28:48 h erstmals die Zweieinhalb-Stunden-Marke.
Mit persönlicher Bestleistung von 2:26:05 h gewann sie 2012 den Melbourne-Marathon.
Lisa Jane Weightman ist 1,57 m groß und wiegt 44 kg. Sie wird von Dick Telford trainiert, der schon Lisa Martin-Ondieki betreute, und startet für den Preston Athletics Club. Beruflich war sie erfolgreich für IBM als Business Analyst tätig. Sie lebt mit ihrem Ehemann Lachlan McArthur in Melbourne.
Beim Marathon der Olympischen Sommerspiele 2020, der abweichend in Sapporo stattfand, kam sie als 26. ins Ziel.

## Persönliche Bestzeiten
- 5000 m: 15:54,31 min, 20. April 2007, Eugene
- 10.000 m: 32:20,14 min, 10. Dezember 2009, Melbourne
- 10-km-Straßenlauf: 31:55 min, 28. Juli 2019, Sydney
- Halbmarathon: 1:08:48 h, 4. August 2019, Sunshine Coast
- Marathon: 2:25:15 h, 23. April 2017, London